# Идрисов, Гилемхан Идрисович
Гилемхан Идрисович Идри́сов (16 сентября  1913 — 5 февраля 1977) — командир орудия 290-го гвардейского стрелкового полка (95-я гвардейская стрелковая дивизия, 5-я гвардейская армия, 1-й Украинский фронт) гвардии старший сержант, Герой Советского Союза.

## Биография
Гилемхан Идрисович Идрисов родился 16 сентября 1913 года в селе Новоабзаново. Татарин. Образование среднее. Член КПСС с 1944 года.
После окончания школы с 1930 по 1937 годы Гилемхан Идрисович работал в колхозе.
В Советскую Армию призывался Благоварским райвоенкоматом в 1937—1939 годах, а также Стерлитамакским райвоенкоматом в мае 1942 года.
На фронте Великой Отечественной войны с ноября 1942 года.
Гвардии старший сержант Г. И. Идрисов отличился в боях за с. Забожье, с. Катки (Польша), при форсировании р. Нида.
После войны Г. И. Идрисов был демобилизован и вернулся в своё село. Работал председателем сельского Совета.
Скончался 5 февраля 1977 года, похоронен в Кумертауском районе Башкирии.

## Подвиг
«Командир орудия 290-го гвардейского стрелкового полка (95-я гвардейская стрелковая дивизия. 5-я гвардейская армия, 1-й Украинский фронт) гвардии старший сержант Идрисов Г. И. 12 января 1945 года при прорыве глубоко эшелонированной обороны противника из своего орудия прямой наводкой уничтожил три пулемётные точки и до тридцати гитлеровцев.
В бою за польское село Забожье он уничтожил два ручных пулемёта и до двадцати солдат и офицеров противника, он же западнее села Катки у города Пиньчув (Польша) из личного оружия уничтожил до двадцати немецких солдат и офицеров и пятерых взял в плен.
При форсировании реки Нида южнее Пиньчува гвардии старший сержант Идрисов Г. И. уничтожил две пулемётные точки и до двадцати гитлеровцев, тем самым содействуя стрелковым подразделениям в захвате плацдарма и дальнейшем наступлении к реке Одер.
В бою при штурме города Крайцбург (Ключборк) при отражении контратаки танков и пехоты противника Г. И. Идрисов уничтожил тяжёлое самоходное орудие, пять мотоциклистов, захватил шесть автомашин с грузом и боеприпасами и две легковые автомашины».
Указом Президиума Верховного Совета СССР от 10 апреля 1945 года за образцовое выполнение заданий командования и проявленные мужество и героизм в боях с немецко-фашистскими захватчиками гвардии старшему сержанту Идрисову Гилемхану Идрисовичу присвоено звание Героя Советского Союза с вручением ордена Ленина и медали «Золотая Звезда» (№ 6319).

## Награды
- Медаль «Золотая Звезда».
- Орден Ленина.
- Орден Отечественной войны II степени (30.10.1943)[3].
- Орден Славы III степени (07.04.1944)[4].
- Медали, в том числе:
- медаль «За отвагу» (03.01.1943)[5];
- медаль «За оборону Сталинграда».